# Walter Beech
Walter Herschel Beech född 30 januari 1891 i Pulaski i Tennessee, död 29 november 1950, var en amerikansk flygare och flygplanskonstruktör. 
Beech flygutbildades 1914 och genomförde sin första soloflygning 11 juli i ett Curtiss-flygplan med skjutande propeller. Han var därefter verksam som uppvisningsflygare och flyginstruktör vid US Army. 1923 slog han sig ihop med Swallow Company där han på kort tid blev försäljare, testpilot, konstruktör och direktör. 1924 grundade han tillsammans med Clyde Cessna företaget Travel Air. Företaget blev grunden till världens största tillverkare av mindre flygplan. När Travel Air slogs samman med Curtiss-Wright blev Beech ordförande i det nya bolaget.
I företaget kom han längre bort från konstruktionsarbetet och han trivdes inte i sin administrativa roll. Tillsammans med sin fru Olive Ann Beech bildade han därför Beech Aircraft Corporation 1 april 1932. Hans första konstruktioner satte de följande åren många distans- och hastighetsrekord med segrar i både Bendixtrofén och McFadden-tävlingen. Den mest kända konstruktionen från den tiden är Beech Model 17 Staggerwing, en kabinförsedd dubbeldäckare.
Under andra världskriget ställde han om produktionen vid fabriken till flygplan för försvarsmakten. Totalt levererade han drygt 7 400 flygplan till försvaret. När kriget slutade återgick han till tillverkning av mindre, civila flygplan. Från efterkrigstiden är hans mest kända flygplan den V-stjärtade Bonanza.